# Howard Sutherland

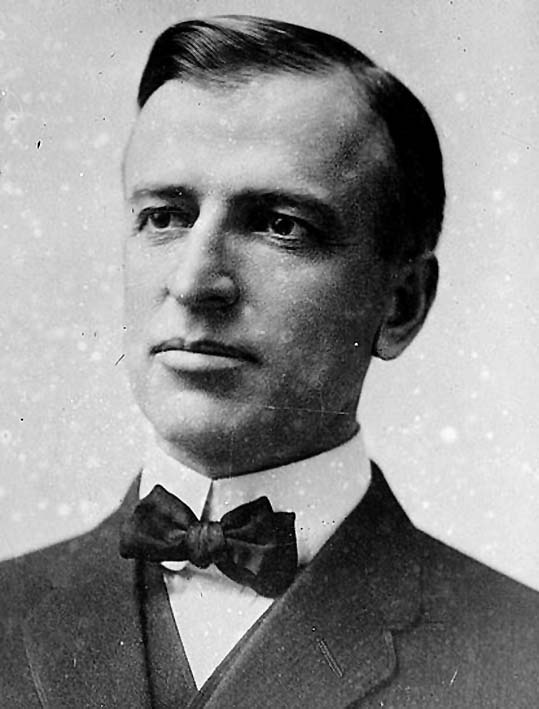
Howard Sutherland

Howard Sutherland (* 8. September 1865 bei Kirkwood, Missouri; † 12. März 1950 in Washington, D.C.) war ein US-amerikanischer Politiker (Republikanische Partei), der den Bundesstaat West Virginia in beiden Kammern des Kongresses vertrat.
Howard Sutherland war bis zu seinem 25. Lebensjahr in Missouri beheimatet, wo er die öffentlichen Schulen in St. Louis sowie das Westminster College in Fulton besuchte. Von 1889 bis 1890 arbeitete er in Fulton als Zeitungsredakteur, ehe er nach Washington zog. Dort studierte er an der Columbian University Jura und arbeitete für den Vorläufer des United States Census Bureau.
1893 ließ Sutherland sich in Elkins in West Virginia nieder. Er betätigte sich als Geschäftsmann im Bergbau, als Teilhaber einer Eisenbahngesellschaft und im Bauholzgewerbe. Schließlich wurde er auch politisch aktiv. Von 1908 bis 1912 gehörte er dem Senat von West Virginia an; danach wurde er ins US-Repräsentantenhaus gewählt, wo er bis 1917 verblieb. In der Folge wechselte er innerhalb des Kongresses in den Senat. Nach einer sechsjährigen Amtsperiode verfehlte er 1922 die Wiederwahl, als er dem Demokraten Matthew M. Neely unterlag. Während seiner Zeit im Senat war er Vorsitzender mehrerer Ausschüsse.
Im Vorfeld der Präsidentschaftswahl 1920 bewarb sich Sutherland um die Nominierung seiner Partei für das höchste Staatsamt. Bei der Republican National Convention in Chicago erhielt er im ersten Wahlgang 17 Delegiertenstimmen; bei den drei folgenden Urnengängen wurde diese Zahl jeweils geringer, woraufhin Sutherland schließlich seine Kandidatur zurückzog. Die Republikaner nominierten schließlich Warren G. Harding. Nach seinem Abschied aus dem Senat kehrte Howard Sutherland nach Elkins zurück, wo er wieder geschäftlich tätig wurde. Er war Vizepräsident der Handelskammer von West Virginia und führte den Vorsitz einer Kommission zum Ausbau der staatlichen Straßen. Schließlich setzte er sich in Washington zur Ruhe, wo er 1950 starb.
Sutherland war Vater von sechs Kindern. Sein einziger Sohn Richard diente während des Zweiten Weltkriegs als Lieutenant General in der US Army und gehörte dem Stab von Douglas MacArthur an.